# サッポロ・ミュージック・エクスペリエンス
SAPPORO MUSIC EXPERIENCE（サッポロ・ミュージック・エクスペリエンス）は、札幌ドームで開催されるフェス型音楽ライブイベント。

## 概要
札幌ドームの「新モード」における初のプロアーティストによる音楽イベント。新モードとは、クローズドアリーナの広い空間を大きな暗幕で仕切ることにより、従来よりも小さい規模のイベント開催にも対応できるように考案されたスタイル。
「夢と感動のステージを届けたい」という札幌ドームのコンセプトをもとに、新モードを活用したアーティストライブの臨場感や一体感を体験してほしいという思いから企画された。

## 参加アーティスト

### 2024年
- ゴールデンボンバー
- Tani Yuuki
- Novelbright
- ファンキー加藤
- D-LITE
- Hey! Say! JUMP

オープニングアクト
- Chevon
- TRIPLANE